# جامعة شرق لندن
جامعة شرق لندن (بالإنجليزية:  University of East London)‏ هي جامعة عامة في إنجلترا تأسست عام 1992.

## إحصائيات
يبلغ عدد طلاب الجامعة 28,000 طالب، منهم 6,795 طالب دراسات عليا.

## وصلات خارجية
- الموقع الرسمي